# Microleptes salisburgensis
Microleptes salisburgensis là một loài tò vò trong họ Ichneumonidae.